# Ousman Koli
Ousman Koli (Bakau, 18 ottobre 1988) è un ex calciatore gambiano, di ruolo difensore.

## Carriera

### Club
Ha giocato nella massima serie dei campionati sloveno, bengalese e maltese.

### Nazionale
Tra il 2007 e il 2015 ha giocato otto partite con la nazionale gambiana.

## Statistiche

### Cronologia presenze e reti in nazionale
| Cronologia completa delle presenze e delle reti in nazionale ― Gambia | Cronologia completa delle presenze e delle reti in nazionale ― Gambia | Cronologia completa delle presenze e delle reti in nazionale ― Gambia | Cronologia completa delle presenze e delle reti in nazionale ― Gambia | Cronologia completa delle presenze e delle reti in nazionale ― Gambia | Cronologia completa delle presenze e delle reti in nazionale ― Gambia | Cronologia completa delle presenze e delle reti in nazionale ― Gambia | Cronologia completa delle presenze e delle reti in nazionale ― Gambia |
| Data                                                                  | Città                                                                 | In casa                                                               | Risultato                                                             | Ospiti                                                                | Competizione                                                          | Reti                                                                  | Note                                                                  |
| --------------------------------------------------------------------- | --------------------------------------------------------------------- | --------------------------------------------------------------------- | --------------------------------------------------------------------- | --------------------------------------------------------------------- | --------------------------------------------------------------------- | --------------------------------------------------------------------- | --------------------------------------------------------------------- |
| 3-6-2007                                                              | Conakry                                                               | Guinea                                                                | 2 – 2                                                                 | Gambia                                                                | Qual. Coppa d'Africa 2008                                             | -                                                                     |                                                                       |
| 16-6-2007                                                             | Praia                                                                 | Capo Verde                                                            | 0 – 0                                                                 | Gambia                                                                | Qual. Coppa d'Africa 2008                                             | -                                                                     |                                                                       |
| 1-6-2008                                                              | Monrovia                                                              | Liberia                                                               | 1 – 1                                                                 | Gambia                                                                | Qual. Mondiali 2010                                                   | -                                                                     | 32’                                                                   |
| 8-6-2008                                                              | Bakau                                                                 | Gambia                                                                | 0 – 0                                                                 | Senegal                                                               | Qual. Mondiali 2010                                                   | -                                                                     | 48’                                                                   |
| 2-6-2012                                                              | Bakau                                                                 | Gambia                                                                | 1 – 1                                                                 | Marocco                                                               | Qual. Mondiali 2014                                                   | -                                                                     |                                                                       |
| 10-6-2012                                                             | Dar es Salaam                                                         | Tanzania                                                              | 2 – 1                                                                 | Gambia                                                                | Qual. Mondiali 2014                                                   | -                                                                     | 60’ 63’                                                               |
| 9-6-2015                                                              | Kampala                                                               | Uganda                                                                | 1 – 1                                                                 | Gambia                                                                | Amichevole                                                            | -                                                                     |                                                                       |
| 13-6-2015                                                             | Durban                                                                | Sudafrica                                                             | 0 – 0                                                                 | Gambia                                                                | Qual. Coppa d'Africa 2017                                             | -                                                                     | 53’                                                                   |
| Totale                                                                |                                                                       | Presenze                                                              | 8                                                                     |                                                                       | Reti                                                                  | 0                                                                     |                                                                       |